# Sociedade Esportiva Palmeiras (femenino)
La Sociedade Esportiva Palmeiras es un club de fútbol femenino con base en el municipio de Vinhedo, São Paulo, Brasil. Fundado en 1997, es la rama femenina del club.
Disputa sus encuentros de local en el Estádio Nelo Bracalente y juega en el Campeonato Brasileño de Fútbol Femenino desde 2020. A nivel estatal, juega en el Campeonato Paulista de Fútbol Femenino.

## Historia

### Inicios
Fundado en 1997 bajo iniciativa de la Confederación Brasileña de Fútbol y el Palmeiras. Sus primeros años el club logró el segundo lugar en el Taça Brasil de 1999-2000, y ganó el Campeonato Paulista de 2001. Algunas jugadoras seleccionadas de la época que formaron parte del club fueron Cidinha y Sissi. Tras esto, el club solo jugó esporadicamente entre 2005 y 2012.

### Regreso
Luego de las nuevas reglas de la Conmebol, que requería a los equipos de competencias internacionales tener una rama femenina, Palmeiras refundó su equipo femenino en 2019.
El Palmeiras ganó el ascenso a la primera división en su primer año.

## Palmarés

### Títulos nacionales
| Competición nacional      | Títulos          | Subcampeonatos |
| ------------------------- | ---------------- | -------------- |
| Primera División (1/1)    | 2022             | 2021           |
| Taça Brasil (0/1)         |                  | 1999-2000      |
| Campeonato Paulista (3/2) | 2001, 2022, 2024 | 2000, 2002     |

### Títulos internacionales
| Competición Internacional        | Títulos | Subcampeonatos |
| -------------------------------- | ------- | -------------- |
| Copa Libertadores Femenina (1/1) | 2022    | 2023           |